# Béla Kéler
Béla Kéler właśc. Albert Paul Keler (Adalbert Paul von Keler) (ur. 13 lutego 1820 w Bártfie, zm. 20 listopada 1882 w Wiesbaden) – węgierski kompozytor, skrzypek i dyrygent.

## Życiorys
Béla Kéler był jednym z dwanaściorga dzieci Stefana Kélera (1781–1849) oraz Anny Both (1793–1848). Miał szlacheckie pochodzenie - Kélerowie zostali nobilitowani w 1699 roku przez Leopolda I Habsburga, natomiast Both to arystokratyczny węgierski ród, którego historia sięga aż XIII wieku. Początkowo studiował prawo, następnie zgodnie z wolą rodziców ukierunkował się na rolnictwo, aby ostatecznie w wieku 25 lat podjąć decyzję o całkowitym poświęceniu się muzyce. Przeniósł się na 9 lat do Wiednia, gdzie studiował instrumentację i harmonię u Victora Schlesingera oraz kontrapunkt u Simona Sechtera. Jednocześnie był pierwszym skrzypkiem w orkiestrze Theater an der Wien. Skomponował w tym czasie około 50 utworów.
W latach 1854–1855 dyrygował orkiestrą Josefa Gungla w Berlinie, wykonując wiele własnych utworów, głównie walców. Następnie wrócił do Wiednia aby przejąć orkiestrę Lannera po przedwczesnej śmierci stojącego na jej czele Augusta Lannera. Został również kapelmistrzem wiedeńskiego pułku piechoty w 1856 roku oraz pełnił funkcje dyrektora muzycznego orkiestry w Wiesbaden aż do emerytury w 1873 roku.
Jako dyrygent wiele podróżował. Łącznie dyrygował 366 koncertami, m.in. w Hamburgu, Wrocławiu, Monachium, Zurychu, Manchesterze czy Londynie (w Covent Garden Theatre).
W 1874 otrzymał od króla Szwecji i Norwegii złoty Medal Litteris et Artibus.
Zmarł w 1882, został pochowany na cmentarzu w Wiesbaden. Na jego nagrobku zostały wyryte pierwsze takty zapisu nutowego jego walca Am schönen Rhein gedenk ich dein. Cały swój kompozytorski dorobek przekazał rodzinnemu miastu - Bártfie (obecnie Bardejów w północno-wschodniej Słowacji).

## Twórczość
Inspirował się twórczością Berlioza i Meyerbeera. Jego pierwsza poważniejsza kompozycja  – Overture Romantique – wywarła wrażenie na Franzu von Suppé. Podobnymi sukcesami okazały się jego inne wczesne dzieła jak walc Hoffnungssterne op. 17 czy galop Sturmgalopp op. 12. Taniec węgierski nr 5 Johannesa Brahmsa został oparty na czardaszu Bártfai emlék op. 31 Kélera.
Najbardziej znaną kompozycją Kéler jest walc Am schönen Rhein gedenk ich Dein op. 83 (Będę o was pamiętał nad pięknym Renem),  porównywany swoją maestrią do najsłynniejszego walca Johanna Straussa II Nad pięknym modrym Dunajem.